# Alken, Mayen-Koblenz
Alken là một đô thị thuộc thuộc huyện Mayen-Koblenz, phía tây nước Đức. Đô thị Alken, Mayen-Koblenz có diện tích 8,04 km², dân số thời điểm ngày 31 tháng 12 năm 2006 là 664 người.